# Émile de Specht
Émile de Specht, né le 30 novembre 1843 à Montmartre et mort le 18 janvier 1909 dans le 18e arrondissement de Paris, est un peintre français.

## Biographie
Émile Specht de Dubenheim est le fils de Frédéric Charles Adolphe Guillaume Specht de Dubenheim, peintre, et de Victorine Crimail, dentelière.
Élève de Léon Cogniet et de Félix-Joseph Barrias, il expose au Salon de 1864 à 1888.
En 1887, il épouse Marie Zoé Victorine Cattin, marchande de chaussures.
Il meurt à l'âge de 65 ans à son domicile de l'avenue des Tilleuls.

## Participation aux Salons parisiens
- Portrait de Mme de *, au Salon de 1864
- Portrait de Mme *, au Salon de 1865
- Le printemps, au Salon de 1866
- Les bons amis ; portraits, au Salon de 1866
- Épisode de la Saint-Barthélemy, au Salon de 1868
- La réponse, au Salon de 1868
- Nature morte, au Salon de 1870
- La partie de cartes, au Salon de 1873
- La maison de l'ingénieur Chevalier, au Pont-Neuf ; Saint-Julien-le-Pauvre ; L'ancien Hôtel-Dieu ; Cour du Marché Saint-Martin, au Salon de 1878, aquarelles
- Portrait de Mlle D., au Salon de 1878
- Vase du jardin des Tuileries ; Abside de l'église Saint-Gervais ; Église Saint-Augustin ; Quai d’Orsay ; Terre-plein du Pont-Neuf ; Moulin de la Galette, à Montmartre, au Salon de 1878, aquarelles
- Le Marché Saint-Germain ; L'église Saint-Nicolas-des-Champs ; Le parc Monceau ; L'église de la Trinité, au Salon de 1879, aquarelles
- Portrait de Mme *, au Salon de 1879
- Une fontaine des Champs-Elysées ; Le jardin des Tuileries ; La place Clichy ; L'hôpital Saint-Louis ; Le parc Monceau ; Rue de Venise, au Salon de 1879, aquarelles
- Vues de Paris : / 1. Cirque Fernando. / 2. Le pont des Arts. / 3. Panorama de Paris, vu de la Butte-Montmartre. / 4. Le terre-plein du Pont-Neuf, au Salon de 1880
- Vues de Paris : / 1. Cour intérieure de l’hôpital Saint-Louis. / 2. Les tours Notre-Dame. / 3. Rue Saint-Vincent, à Montmartre. / 4. La place Pigalle. / 5. L’abreuvoir de la rue de La Fontaine-du-But, à Montmartre. / 6. Le canal Saint-Martin, au Salon de 1880
- Le château de Briguebec, au Salon de 1881
- Portrait de Mme B., au Salon de 1881
- La rue Montorgueil, au Salon de 1882, aquarelle
- Cabinet de travail de M. Albert Wolff, au Salon de 1886, aquarelle
- La galerie de l'hôtel de Mme Judic, au Salon de 1886, aquarelle
- Une Parisienne, au Salon de 1888